# Hiledevi
Hiledevi – gaun wikas samiti w środkowej części Nepalu w strefie Dźanakpur w dystrykcie Ramechhap. Według nepalskiego spisu powszechnego z 2001 roku liczył on 679 gospodarstw domowych i 3305 mieszkańców (1700 kobiet i 1605 mężczyzn).